# Плевенская эпопея (панорама)
Панорама «Плевенская эпопея 1877 года» (болг. Панорама «Плевенска епопея 1877 г.») — музей в городе Плевен, посвящённый освобождению Болгарии от Османского ига.
Входит в перечень «100 туристических объектов Болгарии».

## Описание
Открыт 10 декабря 1977 года, в день, когда Плевен отметил столетие своего освобождения.
Памятник расположен на территории парка-музея им. Скобелева, на поле боя, возле турецкого укрепления «Кованлык», взятого отрядом генерал-лейтенанта М. Д. Скобелева 11 сентября 1877 года.
Проект здания панорамы разработали архитекторы Пламена Цачева и Иво Петров из Плевена. Над внутренней экспозицией трудились 11 русских и два болгарских художника. Главным художником живописной части комплекса был Н. Овечкин, в её выполнении участвовали ростовские художники (А. Чернышев, И. Кабанов, В. Лемешев, В. и Г. Есауловы), военные художники студии имени М. Б. Грекова (М. Ананьев, В. Щербаков, В. Таутиев, Ю. Усыпенко), художник из Запорожья А. Троценко и болгарские художники Х. Ояджиев и Д. Дончев
Панорама состоит из четырёх залов (вводный, панорамный, диорамный и заключительный).
Темы картин первого зала: турецкое иго, апрельское восстание 1876 года, митинг в Санкт-Петербурге в защиту болгарского народа, форсирование Дуная русской армией, самарское знамя и бой на Шипке.
В панорамном зале отражен третий штурм Плевена русской армией и румынами 11 сентября 1877 г. На полотне, размеры которого 115/ 15 метров, показан самый драматический момент сражения в этот день — бой на южном участке. После нескольких безуспешных атак, русско—румынским войскам удалось завладеть двумя линиями траншей и Гривицким редутом. Турецкие войска предприняли несколько попыток выбить противника, но безрезультатно. Всю ночь не стихали перестрелки. Утром турки сконцентрировали силы и после серии атак, последнюю из которых возглавил сам Осман-паша, вынудили войска генерала Скобелева отступить. Потери русских войск составили около 13000 человек, потери румын — около 3000 человек.
После неуспешного третьего штурма началась блокада города, осуществленная по плану известного военного инженера Э. И. Тотлебена. После трехмесячной изоляции обессиленная турецкая армия предприняла попытку прорыва блокадного кольца 10 декабря 1877 г. На полотне диорамы /17 на 5 м/, в третьем зале, показан разгром турецкой армии в долине реки Вит под Плевеном.
Две картины заключительного зала посвящены капитуляции Осман-паши и зимнему переходу русской армии через Балканы, в нескольких витринах представлены материалы из фондов Военно-исторических музеев: оружие, униформы и др.